# Gosnay

Gosnay este o comună în departamentul Pas-de-Calais, Franța. În 1 ianuarie 2022 avea o populație de 946 de locuitori.